# Susan Strange
Susan Strange (Langton Matravers, 9 juni 1923 - Aylesbury, 25 oktober 1998) was een prominente Britse academica in de internationale politieke economie.

## Biografie
Strange werd achtereenvolgens: journalist (bij The Economist en The Observer); docent in internationale betrekkingen aan University College London; Directeur van het Transnationale Betrekkingen project van Chatham House; en Montague Burton Professor in Internationale Betrekkingen  aan de London School of Economics. Na haar pensioen werd zij Foundation Professor in Internationale Politieke Economie aan het European University Institute in Florence, en uiteindelijk Professorial Fellow in Internationale Politieke Economie aan Warwick University.
Ze overleed in 1998 onverwacht aan de gevolgen van darmkanker.

## Gedachtegoed
Enkele van haar boeken zijn Casino Capitalism, Mad Money, States and Markets en Rival States, Rival Firms (met John M. Stopford en John S. Henley). Ze was de eerste vrouwelijke president van de International Studies Association en was belangrijk in het opzetten van de Britse Internationale Studies Vereniging. Ze was ook een van de eerste en meest invloedrijke campagnevoerders voor hechtere integratie tussen de studies van internationale politiek en internationale economie.
In de latere periode van haar carrière bevatten de bijdragen van Strange, naast de financiële analyses in Casino Capitalism en Mad Money,  haar karakterisering van vier verschillende factoren (productie, veiligheid, financiën en kennis) waarmee macht kan worden uitgeoefend in internationale betrekkingen. Dit begrip, dat zij "structurele macht" noemde, vormde de basis voor haar argument begin jaren tachtig tegen de theorie dat de macht van de Verenigde Staten achteruit aan het gaan was.
Haar analyse, vooral in States and Markets focuste op wat zij noemde de ‘markt-autoriteit nexus’, de verdeling van macht tussen de markt en de politieke autoriteit. Het hoofdargument van haar werk suggereert dat sinds de jaren zeventig de wereldmarkt steeds machtiger is geworden ten opzichte van de staat. Ze beargumenteerde dat er een gevaarlijk gat aan het ontstaan was tussen territoriale staten en zwakke intergouvermentele samenwerkingsorganen, waardoor de markt vrije hand kreeg. 
Elk jaar wordt aan de London School of Economics de beste dissertatie van de MSc International Political Economy studenten beloond met de Susan Strange Prize ter nagedachtenis aan haar bijdrage in het vak.